# Biologia quantitativa
Biologia quantitativa é um termo genérico que abrange o uso de técnicas matemáticas, estatísticas ou computacionais para estudar a vida e os organismos vivos. O tema e objetivo central da biologia quantitativa é a criação de modelos preditivos baseados em princípios fundamentais que governam os sistemas vivos.
Os subcampos da biologia que empregam abordagens quantitativas incluem:
- Biologia matemática e teórica
- Biologia Computacional
- Bioinformática
- Bioestatística
- Biologia de sistemas
- Biologia da população
- Biologia sintética
- Epidemiologia